# أخبار العلوم
أخبار العلوم (بالإنجليزية: Science news)‏ مجلة أمريكية نصف شهرية تنشر مقالات قصيرة حول التطورات العلمية والتقنيات الجديدة التي تنشرها أشهر المجالات العلمية في مختلف دول العالم. بدأ تحرير المجلة في عام 1922 من قبل جمعية العلوم والعامة، منظمة غير ربحية أسسها إدوارد ويليس سكريبس في عام 1920. شغل الكيميائي الأمريكي إدوين سلوسون منصب أول محرر في المجلة. كانت المجلة تسمى في الفترة ما بين عام 1922 إلى عام 1966 برسالة أخبار العلوم، قبل أن يتغير إلى أخبار العلوم فقط في عدد 12 مارس 1966 (المجلد 89، رقم 11).
شغل توم سيغفريد منصب رئيس التحرير المجلة في الفترة ما بين عام 2007-2012، خلفته إيفا إمرسون.
في أبريل 2008، تغيرت المجلة من مجلة إسبوعية إلى مجلة نصف شهرية ليكون بذلك عدد 12 إبريل (مجلد 173، العدد 15) هو العدد الأخير لها في صورتها القديمة وعدد 10 مايو (مجلد 173، العدد 16) هو الأول في حلتها الجديدة. تم شرح سبب عدم ظهور المجلة على مدار 4 أسابيع ما بين الإصدار الأسبوعي الأخير والإصدار نصف شهري الأول في رسالة الناشر (صفحة رقم 227) في عدد 12 أبريل.

## الأقسام
مواضيع المجلة متنوعة وغالبا ما توضع تحت عنوان «الأخبار». تهتم المجلة بتغطية أخر الأخبار في المجالات التالية:
- الحياة
- المادة والطاقة
- الذرة والكون
- الجسم والدماغ
- الأرض
- الجينات والخلايا

توضع المقالات المعروضة على غلاف المجلة تحت عنوان «المميزات». توجد بعض العواميد التي تظل ثابتة كل إصدار مثل:
- ملاحظة المحرر: عمود للصحفية إيفا إمرسون، رئيسة تحرير المجلة، تسلط فيه الضوء على الموضوعات الرئيسية في الساحة العلمية.
- دفتر الملاحظات: صفحة تتضمن الأقسام التالية:
  - ماذا قلت؟: تعريف ووصف المصطلح العلمي.
  - منذ 50 عامًا: مقتطف من إصدار قديم من المجلة.
  - حل اللغز: شرح علمي للأشياء التي نقوم بها في حياتنا اليومية.
  - موقع ساينس نيوز: مقتطفات من المقالات المنشورة عبر الإنترنت.
  - كم هو غريب: معلومة غريبة أو مثيرة للاهتمام قد لا تكون معروفة لدى جمهور المجلة.
- مراجعات ومعاينات: مناقشة للكتب، الأفلام والخدمات القادمة أو التي تم إصدارها مؤخرًا.
- تعليق: حوار مع باحث.
- رسائل القراء.

## وصلات خارجية
- الموقع الرسمي للمجلة
- قناة ساينس نيوز على اليوتيوب.